# Südamerikaspiele 2022/Karate
Bei den Südamerikaspielen 2022 wurden zwischen dem 3. und 5. Oktober 2022 zwölf Bewerbe in der SND Arena in der paraguayischen Hauptstadt Asunción im Karate ausgetragen.

## Medaillen Herren

### Einzel
| Kategorie     | Gold                 | Silber           | Bronze                                  |
| ------------- | -------------------- | ---------------- | --------------------------------------- |
| Kata          | Cleiver Casanova     | Mariano Wong     | Héctor Cención Luca Impagnatiello       |
| Kumite -60 kg | Douglas Brose        | Daiver Larrosa   | César Riera Juan Fernández              |
| Kumite -67 kg | Andrés Madera        | Camilo Velozo    | Fred Proaño Gonzalo Navarro             |
| Kumite -75 kg | Matías Rodríguez     | Alisson Sobrinho | Francisco Barrios Juan Felipe Landázuri |
| Kumite -84 kg | José Antonio Acevedo | Jesús Servín     | Freddy Valera Rubén Henao               |
| Kumite +84 kg | Rodrigo Rojas        | Lucas Miranda    | Fernando Ramírez Marcos Molina          |

## Medaillen Damen

### Einzel
| Kategorie     | Gold                | Silber           | Bronze                          |
| ------------- | ------------------- | ---------------- | ------------------------------- |
| Kata          | Nicole Mota         | Andrea Armada    | Cristina Orbe Ingrid Aranda     |
| Kumite -50 kg | Yorgelis Salazar    | Yamila Benítez   | Leyla Servín Claudia de la Cruz |
| Kumite -55 kg | Valentina Toro      | Yennifer Servin  | Valéria Kumizaki Giuliana Novak |
| Kumite -61 kg | Alexandra Grande    | Claudymar Garcés | Bárbara Sáez Laura Díaz Cano    |
| Kumite -68 kg | Anna Laura Prezzoti | Wendy Mosquera   | Marianth Cuervo Ignacia Morales |
| Kumite +68 kg | Valeria Echever     | Shanne Torres    | Brenda Pereira Oriana Rodríguez |

## Medaillenspiegel
Ausrichter 
| Platz | Land        | Gold | Silber | Bronze | Gesamt |
| ----- | ----------- | ---- | ------ | ------ | ------ |
| 1     | Venezuela   | 3    | 2      | 4      | 9      |
| 2     | Brasilien   | 3    | 2      | 2      | 7      |
| 3     | Chile       | 3    | 1      | 2      | 6      |
| 4     | Ecuador     | 2    | 0      | 2      | 4      |
| 5     | Peru        | 1    | 1      | 2      | 4      |
| 6     | Kolumbien   | 0    | 2      | 3      | 5      |
| 7     | Paraguay    | 0    | 2      | 2      | 4      |
| 8     | Argentinien | 0    | 1      | 5      | 6      |
| 9     | Uruguay     | 0    | 1      | 1      | 2      |
| 10    | Panama      | 0    | 0      | 1      | 1      |
| Total | Total       | 12   | 12     | 24     | 48     |